# Carte télé

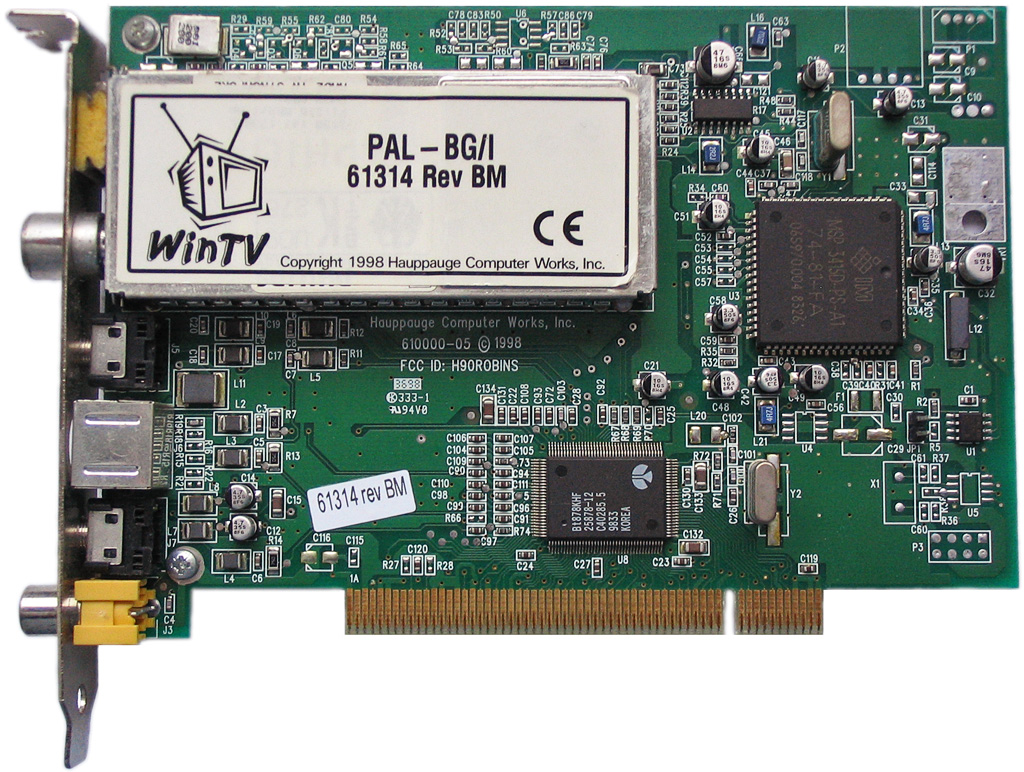
Carte télé Hauppauge WinTV.

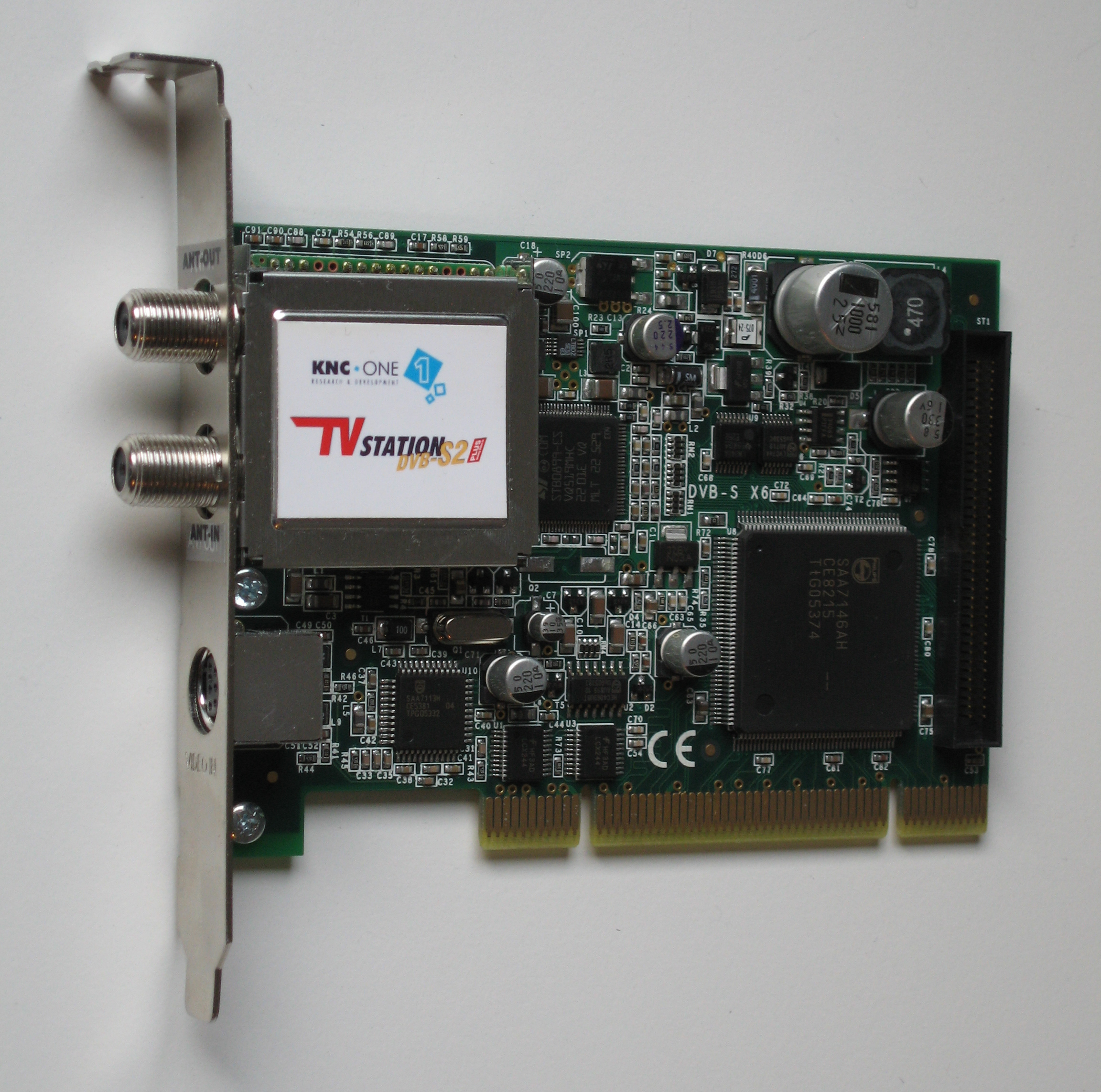
Une des premières cartes télé à la norme DVB-S2.

Une carte télé ou carte tuner TV est une carte d'extension permettant de regarder la télévision sur un ordinateur. Ce type de carte peut intégrer un tuner analogique (permettant la réception hertzienne traditionnelle) ou un tuner TNT, pour la télévision numérique terrestre, ou même les deux à la fois. Beaucoup de cartes télé intègrent par ailleurs une entrée vidéo permettant ainsi l'acquisition de sources vidéo analogiques.
La carte peut être ajoutée à l'intérieur de l'ordinateur (sur un port PCI ou PCI Express), ou bien à l'extérieur, connecté via un port USB, FireWire ou encore PCMCIA pour les ordinateurs portables. Certains modèles sont par ailleurs équipés d'une télécommande infrarouge, ce qui permet alors d'utiliser l'ordinateur comme une télévision traditionnelle (changement de chaîne, volume, etc.).
En 2009, au regard du code des impôts en France, les ordinateurs équipé d'une carte tuner télé ne sont pas assujettis à la redevance audiovisuelle.